# Crash (película de 1996)
Crash es una película del género thriller psicológico, escrita y dirigida por David Cronenberg, basada en la novela homónima del escritor James Graham Ballard, escrita en 1973. Causó una notable polémica en su estreno, por tratar sobre un grupo de personas que experimentan sinforofilia, una excitación sexual con los accidentes de autos.[cita requerida]

## Reparto
- James Spader como James Ballard.
- Holly Hunter como Dra. Helen Remington.
- Elias Koteas como Vaughan.
- Deborah Kara Unger como Catherine Ballard.
- Rosanna Arquette como Gabrielle.
- Peter MacNeill como Colin Seagrave.

## Sinopsis
James Ballard (James Spader), un productor de cine y ejecutivo publicitario, mantiene una relación poco habitual con su esposa, Catherine (Deborah Kara Unger), y por ello buscan nuevas formas de expresar su amor sexual. Al comienzo de la película se puede ver a la pareja cometiendo infidelidades y comentándolas entre ellos más tarde.
Una noche, conduciendo a casa desde el trabajo, Ballard colisiona con el coche de la Dra. Helen Remington (Holly Hunter), matando al acompañante y esposo de ésta, que, mirando fijamente a Ballard desde su destrozado coche, le muestra un pecho.
Ambos vuelven a encontrarse en el hospital donde se recuperan de sus heridas. En esta ocasión la Dra. Remington está acompañada de Vaughan (Elias Koteas).
Al salir del hospital, Ballard y Remington comienzan una relación erótica, basada principalmente en su experiencia compartida en el accidente. Ballard, iniciado por Remington, empieza a frecuentar a Vaughan, que lidera un grupo de fetichistas de los accidentes de coches, del que también forma parte Gabrielle (Rosanna Arquette).
A partir de este momento, los personajes, incluida Catherine, se ven mezclados en diversas relaciones sexuales entre sí, incluidas las combinaciones homosexuales de ambos sexos y varias parafilias. El hecho de estar presentes en accidentes de tránsito, reproducir accidentes de famosos, fotografiar los heridos y fallecidos in situ y llegar a experimentar accidentes y luego usar elementos ortopédicos son un motivo para excitarse sexualmente. Un punto culminante de la película es cuando Vaughan hace el amor con Catherine en el asiento trasero presenciado por Ballard mientras el coche pasa por una máquina de lavado de automático.
El clímax del film comienza con la muerte de Vaughan, y termina con un nuevo accidente, esta vez entre los coches de Ballard y su esposa Catherine. Las escenas que se producen entre ellos tras el accidente, dan a entender cómo el viaje de sexo y fetichismo emprendido por ambos ha cambiado considerablemente (incluso positivamente) la relación entre los dos.

## Controversias
La película fue controvertida, al igual que el libro, debido a sus vívidas representaciones de actos sexuales instigados por la violencia.
En el Festival de Cine de Cannes, la proyección provocó abucheos y reacciones coléricas por parte de espectadores molestos. En una entrevista de 2020, Cronenberg declaró que creía que Francis Ford Coppola, el presidente del jurado en el festival, se opuso con tanta vehemencia a Crash que otros miembros del jurado a favor de la película se unieron para premiar a Cronenberg con un poco común Premio Especial del Jurado. Tan grande fue el disgusto de Coppola por la película que, según Cronenberg, se negó a entregarle personalmente el premio.
El tema controvertido llevó al The Daily Mail y al The Evening Standard a organizar una agresiva campaña para prohibir Crash en el Reino Unido. En respuesta a esta protesta, la Junta Británica de Clasificación de Películas (BBFC) consultó con un Consejero de la reina y un psicólogo, ninguno de los cuales encontró ninguna justificación para prohibirla, así como once personas discapacitadas, que no vieron ninguna ofensa en su interpretación de los discapacitados físicos. Al no haber evidencia para una prohibición, Crash fue aprobada por la BBFC sin cortes en marzo de 1997, con una calificación de a partir de mayores de 18 años.
El magnate Ted Turner, cuya compañía supervisó a la distribuidora estadounidense Fine Line Features, se negó a estrenar la película en Estados Unidos, llegando incluso a retirarla de la fecha de estreno de octubre de 1996, que pretendía coincidir con el estreno en Canadá. Cronenberg confirmaría más tarde que un ejecutivo de Fine Line confirmó el rumor de que el disgusto de Turner con la película fue la razón de su retraso. Dijo que Turner estaba moralmente ofendido y preocupado por la posibilidad de que hubiera "incidentes de imitación". La película finalmente se estrenó en Estados Unidos en la primavera de 1997.
AMC Entertainment Inc., la segunda cadena de cines más grande de Estados Unidos en ese momento, dijo que estaba apostando guardias de seguridad afuera de unas treinta salas que mostraban la película, para asegurarse de que los menores de edad no entraran. En la ubicación de Century City de AMC en Los Ángeles, dos guardias de seguridad estaban presentes, uno dentro del auditorio y otro afuera.
La película aún estaba prohibida por el Consejo de Westminster, lo que implicaba que no se podía proyectar en ningún cine del West End, a pesar de que antes se había dado un permiso especial para el estreno, y se podía ver fácilmente en las cercanías de Camden. En los Estados Unidos, la película se estrenó en las versiones NC-17 y R. En Australia, una versión cortada con clasificación R18+ recibió un lanzamiento limitado; Más tarde se lanzó sin cortes en VHS a principios de 1997 y luego en DVD en 2003. La versión estadounidense NC-17 se anunció con el lema "La película más controvertida en años".
Un estudio académico de la controversia y las respuestas de la audiencia, escrito por Martin Barker, Jane Arthurs y Ramaswami Harindranath, fue publicado por Wallflower Press en 2001, titulado The Crash Controversy: Censorship Campaigns and Film Reception.

## Críticas
En el agregador de reseñas Rotten Tomatoes, la película tiene un índice de aprobación del 64% basado en 61 reseñas, con una puntuación promedio de 6.8/10 . El consenso dice: "A pesar de la dirección clínica sorprendentemente distante, la premisa explícita de Crash y el sexo, es un territorio clásico de Cronenberg". En Metacritic, la puntuación de la película figura como 50 sobre 100, según lo determinado por 23 críticos, lo que significa "críticas mixtas o promedio".
En su reseña contemporánea, Roger Ebert le dio a la película 3.5 de 4 estrellas, escribiendo: "Crash" trata sobre personajes fascinados por un fetiche sexual que, de hecho, nadie tiene. Cronenberg ha hecho una película que es pornográfica en forma, pero no en resultado . . . [ Crash es] como una película porno hecha por computadora: descarga gigas de información sobre sexo, descubre nuestro amor por los autos y los combina en un algoritmo equivocado. El resultado es desafiante, valiente y original: una disección de la mecánica de la pornografía. La admiré, aunque no puedo decir que me "gustara".
La Enciclopedia del cine internacional (Lexikon des internationalen Films) consideró la película como: “Una digresión en la perversión morbosa del concepto de placer a través de los valores de la compulsión al consumo llevados al absurdo, escenificados de manera distanciada como un ritual sin sentido. Una película de autor radical que se abstiene de fetichizar, pero que tampoco profundiza en las causas psicológicas del comportamiento de sus personajes.” 
En 2000, una encuesta realizada por The Village Voice de críticos de cine incluyó a Crash como la 35ª mejor película de la década de 1990. Una encuesta similar realizada por Cahiers du cinéma lo colocó en el octavo lugar. En 2005, el personal de Total Film la incluyó en el puesto 21 de su lista de las mejores películas de todos los tiempos. Slant Magazine la seleccionó como una de sus "100 películas esenciales".
En At the Movies with Roger Ebert, el director Martin Scorsese clasificó a Crash como la octava mejor película de la década.
El crítico de cine de la BBC Mark Kermode describió a Crash como "bastante perfecta" y elogió la partitura de Howard Shore, al tiempo que admitió que es una "película difícil de gustar" y describió las actuaciones del elenco como "glaciales".
En 2002, Parveen Adams, un académico que se especializa en arte/cine/performance y psicoanálisis, argumentó que la textura plana de la película, lograda a través de varios dispositivos cinematográficos, evita que el espectador se identifique con los personajes de la forma en que lo haría con una película corriente más convencional. En lugar de disfrutar indirectamente del sexo y las lesiones, el espectador se encuentra a sí mismo como un voyeur desapasionado. Adams también señala que las cicatrices que tienen los personajes son viejas y sin sangre; en otras palabras, las heridas carecen de vitalidad. La herida "no es traumatizante" sino, más bien, "una condición de nuestra vida psíquica y social".
En una entrevista de 1996 con el Vancouver Sun, Cronenberg dijo que el director de cine italiano Bernardo Bertolucci le dijo que "la película era una obra maestra religiosa".
Fabio Kuhnemuth opina que "Los objetos de deseo no son sólo los accidentes en sí mismos, sino también sus representaciones mediáticas. Los fetichistas reciben un exceso de fotografías y grabaciones de vídeo de accidentes de tráfico y además las elaboran ellos mismos. El torrente violento de imágenes se convierte en una adicción. Pero no solo el paralelo con las películas snuff en Videodrome es bastante obvio aquí. Los cuerpos sin vida, o actuando sin vida, junto a los montones de hojalata demolidos recuerdan directamente a Week-end (1967) de Jean-Luc Godard; la búsqueda fanática de los personajes de imágenes de los accidentes más espectaculares posibles encuentra su equivalente contemporáneo o una actualización en el fantástico Nightcrawler (2014) de Dan Gilroy. Los medios son aquí, vagamente basados en Marshall McLuhan, extensiones del cuerpo y, por lo tanto, abren una forma psicológica completamente nueva de horror corporal. "Algunas cosas duelen más, mucho más, que los autos y las niñas", cantó Prefab Sprout en Cars and Girls de 1988. E incluso si el texto se entiende expresamente como una crítica de la composición unidimensional de Bruce Springsteen: After Crash, está garantizado que se escucharán las líneas con oídos diferentes." 
Sobre la adaptación, el autor J. G. Ballard dijo: "La película es mejor que el libro. Va más allá que el libro, y es mucho más poderosa y dinámica. Es genial." 

## Premios
Nominada a la Palma de Oro del Festival de Cine de Cannes, obtuvo finalmente el Premio Especial del Jurado por su audacia y originalidad.
Ganadora de 6 Premios Genie de la Academia Canadiense de Cine y Televisión incluyendo los de mejor director y guionista para Cronenberg. Estuvo además nominada a otras dos categorías, entre ellas mejor productor.